# Leet

Слово «Wikipedia», написане з використанням літу

Leet (укр. літ) (або «1337»), також відомий як eleet чи leetspeak (пропонований український варіант перекладу — замісникі́вка) — альтернативний стиль застосування мови, що використовується переважно в інтернеті. Використовуються різноманітні комбінації ASCII символів для заміни літер, що візуально можуть нагадувати справжні букви.

## Історія
Leet зародився в системах електронних дощок оголошень (BBS) у 1980-х роках, де наявність «елітного» статусу на BBS дозволяла користувачеві отримати доступ до тек з файлами, ігор та спеціальних чатів. Вважається, що хакерський колектив «Культ мертвої корови» (Cult of the Dead Cow) винайшов цей термін у своїх текстових файлах тієї епохи. Одна з теорій полягає в тому, що він був розроблений для того, щоб обійти текстові фільтри, створені операторами BBS або Internet Relay Chat для дощок оголошень, щоб перешкоджати обговоренню заборонених тем, таких як злом і хакерство. Креативні помилки в написанні слів і слова, створені за допомогою ASCII, також були способом показати, що ви добре обізнані з культурою комп'ютерних користувачів.

## Варіанти написання латинських літер
| A                                                                        | B                   | C                 | D                         | E            | F                | G                           | H                                       | I                   | J                  | K               | L                     | M                                                                                              | N                                               | O              | P                                           | Q                     | R                                             | S          | T                 | U                                 | V         | W                                                                       | X                        | Y                       | Z              |
| ------------------------------------------------------------------------ | ------------------- | ----------------- | ------------------------- | ------------ | ---------------- | --------------------------- | --------------------------------------- | ------------------- | ------------------ | --------------- | --------------------- | ---------------------------------------------------------------------------------------------- | ----------------------------------------------- | -------------- | ------------------------------------------- | --------------------- | --------------------------------------------- | ---------- | ----------------- | --------------------------------- | --------- | ----------------------------------------------------------------------- | ------------------------ | ----------------------- | -------------- |
| 4 @ /-\ /\ ^ aye ∂ ci λ Z                                                | 8 \|3 6 13 \|3 ß ]3 | ( < ¢ { © sea see | \|) [) ∂ ]) I> \|> 0 ð cl | 3 £ & € [- ə | \|= ]= } ph (= ʃ | 6 9 & (_+ C- gee jee (γ, cj | \|-\| # ]-[ [-] )-( (-) :-: }{ }-{ aych | ! 1 \| eye 3y3 ai ¡ | _\| _/ ] ¿ </ _) ʝ | X \|< \|X \|{ ɮ | 1 7 \|_ £ \| \|_ lJ ¬ | 44 /\/\ \|\/\| em \|v\| IYI IVI [V] ^^ nn //\\//\\ (V) (\/) /\|\ /\|/\| .\\ /^^\ /V\ \|^^\| AA | \|\\| /\/ //\\// И [\] <\> {\} // ₪ []\[] ]\[ ~ | 0 () oh [] ¤ Ω | \|* \|o \|º \|> \|" ? 9 []D \|7 q þ ¶ ℗ \|D | 0_ 0, (,) <\| cue 9 ¶ | \|2 2 /2 I2 \|^ \|~ lz ® \|2 [z \|` l2 Я .- ʁ | 5 $ z § es | 7 + -\|- 1 '][' † | \|_\| (_) Y3W M µ [_] \_/ \_\ /_/ | \/ √ \\// | \/\/ vv '// \\' \^/ (n) \X/ \\|/ \_\|_/ \\//\\// \_:_/ ]I[ UU Ш ɰ ￦ JL | % >< Ж }{ ecks × * )( ex | j `/ `( -/ '/ Ψ φ λ Ч ¥ | 2 ≥ ~/_ % ʒ 7_ |
| Таблиця не є повною, адже зібрати всі можливі варіанти просто неможливо. |                     |                   |                           |              |                  |                             |                                         |                     |                    |                 |                       |                                                                                                |                                                 |                |                                             |                       |                                               |            |                   |                                   |           |                                                                         |                          |                         |                |

## Приклад тексту кирилицею
Популярний тест, написаний із застосуванням замісниківки:
|  | D4H3 n08ID0M/I3HH9I n0K43003, 9IKI D18081}\|{HІ P3chI M0}\|{3 P06171 H4W M030K! 8P4}\|{400chI P3chI! 5n0ch47K00 L\|3 600/I0 5K/I4DH0, 4/I3 34P43, H4 L\|b0M00 P9IDK00, 84W M030K ch1743 L\|3 4870M471chH0, H3 34D00M0000ch15b. n1W4u*59I L\|1M. /I1W3 06M3}\|{3H4 KІ/IbKI57b /I00D3u* M0}\|{3 P06171 L\|3 |